# 大村わたる
大村 わたる（おおむら わたる、1988年〈昭和63年〉1月1日 - ）は日本の俳優である。奈良県出身で、所属事務所はQUEEN-Bを経て2020年よりキューブ。所属劇団は柿喰う客および青年団である。

## 経歴・人物
1988年、奈良県橿原市出身。桃山学院高等学校、近畿大学芸術学部舞台芸術専攻卒業。近大教授である竹内銃一郎氏、松本修氏、唐十郎氏などから演劇を学ぶ。大学4年生の時に三重県の文化会館で行われた劇団「柿喰う客」のオーディションを受け、出演。それをきっかけに上京後の2011年に正式入団
。アクの強い顔とエキセントリックな身体性で、舞台上に絶妙な味わいを漂わす。2017年より平田オリザが主宰する青年団にも入団。近年は外部出演や映像方面への出演も多い。トマトが大好き。特技はけん玉と卓球。

## 出演

### 舞台
- フェスティバル／トーキョー09「演劇／大学09春」参加 近畿大学「少女仮面」（2009年3月、作・演出：唐十郎、近畿大学・日本橋アートスタジオ）
- 近畿大学文芸学部芸術学科舞台芸術専攻18期生卒業公演「ヒネミ」（2009年9月、作：宮沢章夫、演出：松本修、近畿大学・日本橋アートスタジオ）

#### 柿喰う客
- スポーツ演劇「すこやか息子」（2009年11月-12月、三重県文化会館小ホール/王子小劇場）[7] - すこやか息子の息子 役[注 1]
- 「宴会芸レーベル」（2010年1月、御堂会館）[7][注 1]
- 「The Heavy User」（2010年2月・6月、東京・仙行寺 / 4月フランス、5月トルコ）[8] - 電話 役[注 1]
- こどもと観る演劇プロジェクト2011「ながぐつをはいたねこ」（2011年2月、三重県文化会館）- 次男、うさぎ 役[9]
- 柿喰う客×芸術のミナト☆新潟演劇祭「流血サーカス」（2011年3月、新潟市民芸術文化会館りゅーとぴあ・スタジオB） - 猛獣使い 役[10]
- 金沢市民芸術村開村15周年記念企画 カラフル～金沢ラウンド～「フランダースの負け犬」（2011年9月、金沢市民芸術村）[6]
- 福岡演劇フェスティバル FFAC企画「ゴーゴリ病棟」（2012年5月、ぽんプラザホール）[11]
- 「無差別」（2012年9月-10月、東京芸術劇場シアターイースト ほか）- 大楠古多万 役[12]
- リバイバルプロジェクト2012「傷は浅いぞ」（2012年11月、東京タワー フットタウン1F 特設ステージ 他）[13]
- こどもと観る演劇プロジェクト2013「ながぐつをはいたねこ」（2013年9月-11月、ひたちなか文化会館 他） - 次男、うさぎ 役[14]
- こどもと観る演劇プロジェクト2013「へんてこレストラン」（2013年11月、三重県文化会館）[15]
- 「世迷言」（2014年1月-2月、本多劇場 ほか）- 倅 役[16]
- こどもと観る演劇プロジェクト2014「へんてこレストラン」（2014年6月-11月、ひたちなか文化会館 他）[17]
- こどもと観る演劇プロジェクト2015「へんてこレストラン」（2015年7月、オリンピック記念青少年総合センター 小ホール）[18]
- 「天邪鬼」(2015年9月-10月、本多劇場 ほか) - しりた いぞう 役[19]
- 柿喰う客フェスティバル 2016（2016年6月、花まる学習会王子小劇場）[20]
  - 「へんてこレストラン」- 紳士役
  - 「フランダースの負け犬」 - クレーゼル役
- 「虚仮威」（2016年12月-2017年1月、本多劇場 ほか）- 父親 役[21]
- 静岡ストリートシアターフェス ストレンジシード「むかしばなしデスマッチ」（2017年5月、静岡市役所ステージ）　- 掛川わたる役[22]
- 柿喰う客フェスティバル2017「八百長デスマッチ」（2017年10月-11月、赤坂RED/THEATER）- わたる山わたる 役[23]
- 下北沢演劇祭×観劇三昧 路上演劇祭「むかしばなしデスマッチ」（2018年2月、下北沢路上演劇祭内）[24]
- こどもと観る演劇プロジェクト2018「にんぎょひめ」（2018年6月-7月、東京都 北とぴあ ペガサスホール他）[25]
- 高校生のための演劇プロジェクト「人間失格」（2018年7月、大阪府立北かわち皐ヶ丘高校）
- 「美少年」（2018年12月-2019年1月、Geki地下Liberty 他）[26]
- 「御披楽喜」（2019年9月、本多劇場 ほか）[27]
- こどもと観る演劇プロジェクト「にんぎょひめ」（2019年10月、せんだい卸町アートマルシェ）[28]
- 路上演劇祭3～華麗なるひととき～「にんぎょひめ」（2019年10月20日、下北沢ぱくぱくパーク）
- 「滅多滅多」（2021年5月、本多劇場）- 階段の不思議・ジュウサンカイダン 役[29]
- こどもと観る演劇プロジェクト2021「へんてこレストラン」（2021年8月、ハートピア春江 福井県坂井市文化ホール）[1][注 2]
- 仙台遠征公演 2021「恋人としては無理」（2021年12月、宮城野区文化センター パトナシアター）[30]
- 「禁猟区」（2022年12月、本多劇場） - 詣閏（時計店[アクロス」）役[31][注 3]

#### 外部公演
- キャラメルボックス・アナザーフェイス キャラメルボックスと柿喰う客「ナツヤスミ語辞典」（2011年8月、作：成井豊、演出：中屋敷法仁、新国立劇場 小ホール THE PIT）[32]
- ロロvol.6「常夏」（2011年10月-11月、作・演出：三浦直之、シアターグリーン BOX in BOX THEATER）[33]
- 動物電気『タッパー！男の器』（2011年12月、作・演出：政岡泰志、駅前劇場）[34]
- キティフィルムプレゼンツ「破壊ランナー」（2012年3月-4月、作・演出：西田シャトナー、あうるすぽっと）[35]
- 木ノ下歌舞伎「義経千本桜」（2012年7月、演出：多田淳之介、杉原邦生、白神ももこ、京都芸術劇場・春秋座/横浜にぎわい座・芸能ホール）[36]
- GORHCH BROTHERS PRESENTS「飛龍伝」（2013年1月、作：つかこうへい、演出：中屋敷法仁）、本多劇場）[37]
- MODE「城」 （2013年3月、作：フランツ・カフカ、演出：松本修、あうるすぽっと）- シュバルツァー、召使、秘書 役[38]
- 岡崎藝術座「(飲めない人のための)ブラックコーヒー」（2013年6月-7月、作・演出：神里雄大、北品川フリースペース楽間 他）[39]
- 江古田のガールズ「仮面音楽祭」（2014年4月、作・演出：山崎洋平、赤坂RED/THEATER）[40]
- LAUSU vol.1「青年Kの矜持」（2014年5月、作：大森美香、演出：千葉雅子、俳優座劇場）[41]
- 木ノ下歌舞伎「三人吉三」（2014年10月、作:河竹黙阿弥、演出：杉原邦生、京都芸術劇場 春秋座）- 和尚吉三役[42]
- 青山円形劇場プロデュース「夕空はれて～よくかきくうきゃく～（2014年12月、作：別役実、演出：ケラリーノ・サンドロヴィッチ、青山円形劇場）- 男6 役[43]
- 岡崎藝術座「+51 アビアシオン、サンボルハ」（2015年2月-2019年12月 、作・演出：神里雄大、横浜STスポット他全国および海外公演）[44]
- 木ノ下歌舞伎「三人吉三」（再演）（2015年6月、作：河竹黙阿弥、演出：杉原邦生、東京芸術劇場 シアターウエスト）- 和尚吉三役[42]
- 土田英生セレクションvol.3「算段兄弟」（2015年7月-8月、作・演出：土田英生、三鷹市文化芸術センター星のホール）- 三村吾郎 役[45]
- 青年団・こまばアゴラ演劇学校“無隣館”「カガクするココロ」（2016年4月、作・演出：平田オリザ、こまばアゴラ劇場）[46]
- 遊園地再生事業団＋こまばアゴラ劇場「子どもたちは未来のように笑う」（2016年9月、コンセプト・構成・演出：宮沢章夫、こまばアゴラ劇場）- 蟹橋、飯田、坂本、男（二人とも）／朗読者９ 役[47]
- ロロ「すれちがう、渡り廊下の距離って」（2016年11月、脚本・演出:三浦直之、神奈川県 STスポット）[48]
- スイッチ総研「上野御徒町 燕湯スイッチ」（2017年1月、東京都 燕湯）[49]
- ロロいつ高シリーズvol.3「すれちがう、渡り廊下の距離って」（2017年3月、作・演出：三浦直之、こまばアゴラ劇場） - 点滅 役[50]
- 青年団＋こまばアゴラ演劇学校“無隣館”「南島俘虜記」（2017年4月、作・演出：平田オリザ、こまばアゴラ劇場） - 佐々木 役[51][52]
- 青年団第76回本公演「さよならだけが人生か」（2017年6月-7月・2018年1月-2月、作・演出：平田オリザ、吉祥寺シアター他）- 橋本良二 役[53]
- KUNIO13「夏の夜の夢」（2017年8月、作：ウィリアム・シェイクスピア、演出：杉原邦生、あうるすぽっと） - デミートリアス 役[54]
- 新訳「ゴドーを待ちながら」リーディング公演（2017年11月、作：サミュエル・ベケット、演出：宮沢章夫、早稲田小劇場どらま館）[55]
- MONO特別企画vol.6「怠惰なマネキン」（2017年11月、作・演出：土田英生、新宿眼科画廊 スペースO）- 横浜仙三郎 役[56]
- 岡崎藝術座リーディング公演「パルパライソの長い坂を下る話」（2017年11月、作・演出：神里雄大、早稲田大学 小野講堂）[57]
- MONO「隣の芝生も。」（2018年3月-4月、演出:土田英生、愛知県芸術劇場 小ホール他）- 上杉信之助 役[58]
- 「渚・瞼・カーテン チェルフィッチュの＜映像演劇＞」（2018年4月-6月、作・演出：岡田利規、熊本市現代美術館）[59]
- おおきく振りかぶって （2018年9月、演出:成井豊、サンシャイン劇場/梅田芸術劇場 シアター・ドラマシティ）- 小山大樹 役[60]
- 「ウースターグループ×岡田利規（チェルフィッチュ）によるエクスチェンジプログラムプレゼンテーション」（2018年10月、神奈川県 KAAT神奈川芸術劇場 大スタジオ）[61]
- ピンク・リバティVol.4「夕焼かれる」（2018年11月、脚本・演出：山西竜矢、下北沢小劇場 楽園）[62]
- 「探偵東堂解の事件録-大正浪漫探偵譚-」（2019年2月、演出・脚本：鈴木茉美、千本桜ホール）[63]
- MMJ「+GOLD FISH」（2019年5月、脚本・演出：西田大輔、紀伊國屋ホール）[64]
- KAAT神奈川芸術劇場プロデュース「ビビを見た！」（2019年7月、上演台本・演出：松井周、KAAT 大スタジオ）[65]
- □字ック第十三回本公演「掬う」（2019年11月、作・演出：山田佳奈、シアタートラム他）- 桝井 役[66]
- 「カノン」(2020年3月、作：野田秀樹、演出：野上絹代、東京芸術劇場シアターイースト）[67]※COVID-19感染状況ならびに予防対策のため全公演中止
- 劇団アレン座 第5回本公演「シカク」（2020年4月、作・演出：鈴木茉美、花まる学習会王子小劇場）[68]※COVID-19感染状況ならびに予防対策のため全公演中止
- ピンク・リバティ 第6回公演「下らざるをえない坂」（2020年5月、脚本・演出：山西竜矢、浅草九劇）[69]※COVID-19感染状況ならびに予防対策のため全公演中止
- 「東京原子核クラブ」（2021年1月、作・演出：マキノノゾミ、本多劇場）- 東大野球部員、平和館の住人・橋場大吉 役[70][注 4]
- 「カノン」(2021年8月-9月、作：野田秀樹、演出：野上絹代、東京芸術劇場シアターイースト）[71][注 5]
- 「チェルフィッチュ×藤倉大 with Klangforum Wien 新作音楽劇　ワークインプログレス公演」（2021年11月、演出：岡田利規、タワーホール船堀 小ホール）[72]
- Makino Play vol.2「モンローによろしく」（2022年2月、作・演出：マキノノゾミ、座・高円寺1）[73]※COVID-19感染状況ならびに予防対策のため全公演中止
- 神里雄大 / 岡崎藝術座「イミグレ怪談」（2022年10月-2023年9月、作・演出：神里雄大、那覇文化芸術劇場なはーと 小劇場 /東京/京都/福岡）[74][75]
- チェルフィッチュ×藤倉大 with クラングフォルム・ウィーン「リビングルームのメタモルフォーシス」（2023年5月-6月、演出：岡田利規、オーストリア・ウィーン/ドイツ・ハノーファー/オランダ・アムステルダム）[76]
- KUNIO16「ゴドーを待ちながら」（2024年6月、演出：杉原邦生、KAAT神奈川芸術劇場 中スタジオ）※杉原邦生の体調不良のため公演中止[77]

### テレビドラマ
- 臨死!!江古田ちゃん （2011年1月 - 7月、日本テレビ他）[6]
- 仮面ライダーエグゼイド 第26話 （2017年4月9日、テレビ朝日）- 記者 役[78]
- 腐女子、うっかりゲイに告る。 第7回（2019年6月1日、NHK総合）[78]
- カフカの東京絶望日記 第4話（2019年10月11日、毎日放送 他）[1]
- あなたの番です 第9話・第10話（2019年6月9日・16日、日本テレビ）- 柴山 役[78]
- やすらぎの刻〜道 第94話 - 96話（2019年8月15日・16日・19日、テレビ朝日）[78]
- MIU404 第5話（2020年7月24日、TBS）- 秋本 役[78]
- 僕らは恋がヘタすぎる 第1話（2020年10月25日、朝日放送 他）[1]
- 夜がどれほど暗くても 第1話（2020年11月22日、WOWOW）[1]
- カラフラブル〜ジェンダーレス男子に愛されています。〜 第1話 - 第7話・第9話（2021年4月1日 - 5月27日、読売テレビ・日本テレビ）- 取材カメラマン 役[78]
- ボクの殺意が恋をした 第1話（2021年7月4日、読売テレビ・フジテレビ）[78]
- SUPER RICH（2021年、10月14日 - 12月23日、フジテレビ）- 小村勉 役[78]
- アンラッキーガール! 第7話（2021年11月18日）- 法律事務所の部下 役[78]
- ドクターホワイト 第5話（2022年2月14日、関西テレビ・フジテレビ）- 滝隆太郎 役[1]
- 元彼の遺言状 第1話（2022年4月11日、フジテレビ）- 模擬裁判の実習生 役[1]
- 悪女（わる）〜働くのがカッコ悪いなんて誰が言った?〜 第1話 （2022年4月13日、日本テレビ）- 緑川 役[79]
- 俺の可愛いはもうすぐ消費期限!? 第4話・第5話（2022年5月7日・14日、テレビ朝日） - テレビ局員 役[80]
- 正直不動産 第6話（2022年5月10日、NHK総合）- 加藤 役[1]
- 嫌われ監察官 音無一六 第3話 （2022日5月20日、テレビ東京）- 工藤三紀彦 役[78]
- 泳げ!ニシキゴイ 第14話（2022年8月5日、日本テレビ）- 中学校教師 役[78]
- 闇金ウシジマくん外伝 闇金サイハラさん 第1話（2022年9月21日、毎日放送 他）- 社員 役[1]
- DORONJO / ドロンジョ 第3話（2022年10月21日、WOWOW）[1]
- イチケイのカラス スペシャル（2023年1月14日、フジテレビ）- 達川卓 役[1]
- リバーサルオーケストラ 第5話（2023年2月8日、日本テレビ）- 高階誠也 役[81]
- 星降る夜に 第5話・第7話（2023年2月14日・28日、テレビ朝日）- 下田 役[82]
- 特捜9 season6 第4話（2023年4月26日、テレビ朝日）- 野村雅吉 役[1]
- 風間公親-教場0- 第7話（2023年5月22日、フジテレビ）- 佐久田肇 役[83]
- クールドジ男子 第10話（2023年6月17日、テレビ東京）- 上司 役[84]
- ハヤブサ消防団 第4話・第8話・最終話（2023年8月10日・9月7・14日、テレビ朝日）- 山原勝 役[85]
- 灰色の乙女 第2話 - 第4話（2023年9月13日 - 9月27日、毎日放送・TBS）-  石田則之 役[1]
- 十津川警部の事件簿 4「終着駅殺人事件」（2023年10月9日、テレビ東京）- 江野大輝 役[86]
- うちの弁護士は手がかかる 第5話（2023年11月10日、フジテレビ）- 救急隊員 役[87]
- 仮想儀礼 第1回（2023年12月3日、NHK BSプレミアム）- ミスターマリオ 役[1]
- こんなところで裏切り飯 第4話（2024年2月9日、中京テレビ・日本テレビ）- 社員 役[1]
- 婚活1000本ノック 第6話（2024年2月21日、フジテレビ）- 拓郎 役[1]
- 万博の太陽（2024年3月24日、テレビ朝日） - 見合い相手 役[1]
- JKと六法全書（2024年4月19日 - 6月7日、テレビ朝日）[88] - 曽根翼 役
- ダブルチート 偽りの警官 Season1 第6話（2024年5月31日、テレビ東京・WOWOW） - 高橋和義 役[89]
- コント×ドキュメンタリー「笑う社会革命」（2024年5月25日、NHK総合）[1]
- 光る君へ 第22回（2024年6月2日、NHK）[1]
- 母の待つ里 第2話（2024年8月16日、NHK BSプレミアム4K / 9月21日、NHK BS）[1]
- 嗤う淑女 最終話（2024年9月21日、東海テレビ・フジテレビ系） - 立松八尋 役[90]
- 無能の鷹 最終話（2024年11月29日、テレビ朝日）- 社長 役[91]
- おむすび 第60回（2024年12月20日、NHK）[1]
- 未恋〜かくれぼっちたち〜 第2話・第3話（2025年1月17日・24日、関西テレビ）[1]
- 擬人化ドラマ 被告人パンダ（2025年3月23日、NHK総合） - シマウマ 役[92]
- 恋は闇（2025年4月16日 - 6月18日、日本テレビ） - 近藤尚人 役[93]

### 配信ドラマ
- 花輪せんせいは半人前!?（2021年6月12日、TELASA）[94]
- ギルガメッシュFIGHT 第5話（2023年1月29日、Paravi）[95]
- The Power Slap（2025年春配信予定、SWIPEDRAMA）- 孤島一輝 役[96]

### バラエティ
- ゴッドタン
  - 第4回バカヤロウ徒競走（2016年9月18日・25日、テレビ東京）[6]
  - 芸能界ストイック暗記王20（2019年9月15日、テレビ東京）[97]

### 映画
- EVEN〜君に贈る歌〜（2018年6月2日）[1]
- 劇場版TOKYO MER〜走る緊急救命室〜（2023年4月28日）[1]
- くすぶりの狂騒曲（2024年12月13日）- 福井俊太郎 役[98]

### CM
- マース社「スニッカーズ」『貞子編』（2016年）[99]
- エーワン（2016年）[99][注 6]
- P&G 「ボールド」『洗ってなくても編』 - 山田キャメロンの夫役（2017年）[100]
- 大塚製薬「賢者の食卓」『ん～！』篇（2019年）[1]
- 大鵬薬品工業「チオビタドリンク」（2020年9月）- 水川あさみの夫役[101]
- Amazon Prime Video 「#実は見ていない」馬場ふみか篇（2021年、WebCM）[1]
- 花王ロリエ「スリムガード」[1]
- 江崎グリコ「プリッツ」[1]
- セキスイハイム東海[1]
- NTTドコモ「爆アゲセレクション」[1]
- Panasonic「noiful」ノイフル、ついてますか？篇[1]

### MV
- OKAMOTO'S 「マジメになったら涙が出るぜ」（監督：関和亮、2012年）[4]

### モデル
ヘアスタイリング専門誌「カジカジH」（交通タイムス社）